# Alexandre Blanchet (médecin)
Pour les articles homonymes, voir Blanchet.
Alexandre Blanchet, né le 16 janvier 1819 à Saint-Lô et mort le 21 février 1867 à Paris 2e, est un médecin français.

## Biographie
D’une intelligence précoce, Blanchet a fait, ayant perdu son père jeune encore, de fortes et excellentes études dans sa ville natale. Reçu docteur en médecine à Paris en 1842, après avoir brillamment soutenu une thèse sur l’importante question de l’influence de l’âge dans les applications et les résultats de la lithotritie, il s'est attaché au traitement des maladies des yeux et des oreilles, qui l’occupait depuis ses débuts comme médecin, dès 1836.
Pendant les insurrections ouvrières de juin 1848, il a organisé les ambulances du boulevard Bonne-Nouvelle pour soigner les blessés des barricades. Devant son refus de divulguer le nom des insurgés aux autorités républicaines, tous les frais de l’ambulance, qui s’élevaient à une somme assez considérable, ont été laissés à sa charge.
Ayant acquis une certaine notoriété avec ses travaux sur l’éducation des sourds-muets et des aveugles, il est nommé chirurgien en chef de l’Institution impériale des sourds muets, spécialement chargé du traitement de la surdi-mutité, en 1848, sur le rapport favorable de plusieurs membres de l’Académie de médecine, des commissions chargées par le ministère de suivre pendant un an ses expériences à la clinique, au point de vue de l’ouïe et de la parole, sur un grand nombre d’élèves de l’Institution impériale des sourds-muets. À la même date, et sur les rapports des inspecteurs généraux du ministère de l’intérieur chargés d’examiner les résultats de ses tentatives, le ministre de l’Intérieur lui a confié la mission de traiter à l’Institution impériale des aveugles tous les enfants susceptibles de guérison ou d’amélioration.
Avant lui, les enfants étaient séparés de leurs familles et de leur milieu de naissance, pour être placés dans des internats spéciaux au cout de fonctionnement très élevé, où on leur apprenait à communiquer entre eux avec la vieille langue des signes française. Sa méthode par la musique a appris aux sourds-muets intelligents dotés d’un appareil vocal sain d’acquérir la parole et la faculté de la lire sur les lèvres, pour aller à l’école comme tout le monde.
Pour développer ce système, Blanchet avait ouvert un cours sur le traitement des maladies des yeux et des oreilles, qu’un certain nombre de praticiens et de savants suivaient avec zèle. Après avoir introduit son système dans deux des écoles primaires de la ville de Paris, en 1847, celui-ci était en plein exercice dans les écoles, dès 1850. Dès lors, tous les sourds-muets ou aveugles de la capitale, jusqu’au nombre de 300, ont pu être éduqués dès leur plus jeune âge.
Chargé de mission par le gouvernement, il a étudié les procédés en vigueur, au point de vue tant médical que pédagogique, des établissements spéciaux d’aveugles et de sourds-muets d’Allemagne, d’Angleterre et de Belgique, de 1849 à 1852, afin d’y étudier au point de vue médical. Véritables modèles de clarté et de précision, les rapports qu’il en a rapportés ont fait autorité dans la science.
En 1858, le ministre de l’Intérieur Delangle, a adressé une circulaire recommandant aux conseils généraux la méthode Blanchet. Le 11 mars 1866, Victor Duruy, ministre de l’instruction publique, a adressé  aux recteurs une circulaire ouvrant les portes des écoles primaires d’après la même méthode aux enfants défavorisés sourds-muets et aveugles.
Son œuvre philanthropique inclut la fondation d’une Société pour l’assistance et l’éducation des sourds-muets et des aveugles, ainsi que la création d’écoles gratuites dans divers arrondissements de Paris leur prodiguant la même éducation qu’aux enfants voyants, entendants et parlants.
Chevalier de la Légion d'honneur le 23 aout 1858, élevé au grade d’officier le 11 aout 1864, il était également membre de la Société des gens de lettres. Professant une grande sympathie pour les arts et les artistes, lettré lui-même, il se plaisait dans la société des écrivains, qu'on rencontrait le plus fréquemment chez lui. Son salon a vu défiler les notabilités de la politique, du monde, de la science et de la littérature de son temps.
Ayant succombé à une maladie du foie, alors qu’il expérimentait une technique, qui n’était encore qu’à la période d’essai, de rendre la vue aux aveugles dont le nerf optique n’était pas paralysé en substituant un diaphragme transparent à la membrane opaque s’opposant à l’arrivée de la lumière sur la rétine, il repose, à l’issue de funérailles ayant rassemblé un immense concours de personnes, dans la chapelle familiale du cimetière de Saint-Lô.

## Publications partielles
- La Musique et l'accord des instruments mis à la portée des aveugles et des instituteurs, Paris, L. Hachette, 1864, 180 p., in-8º (OCLC 1176618359, lire en ligne sur Gallica).
- Manuel de l'instituteur pour l'enseignement des sourds-muets dans les écoles primaires, Paris, L. Hachette, 1864, 94 p., in-8º (OCLC 1448391520, lire en ligne sur Gallica).
- Moyens d’universaliser l’éducation des sourds-muets sans les séparer de la famille et des parlants, Paris, Labé, 1856, 30 p., in-4º (OCLC 1448391518, lire en ligne sur Gallica).
- Enseignement des sourds-muets dans les écoles primaires, Paris, L. Hachette, 1864, 124, 101, 2 vol. ; pl. ; in-8º (OCLC 1448391039, lire en ligne).
- Manuel pour l'enseignement des sourds-muets dans les écoles primaires, sans les séparer de la famille et des entendants-parlants, Paris, L. Hachette, 1866, xv, 124 p., 2 vol. : pl. ; in-8º (OCLC 1448391522, lire en ligne sur Gallica).
- Statistique des aveugles : mémoire présenté à l’Académie des sciences, Paris, L. Hachette, 1866, 76 p., in-8º (OCLC 1448839184, lire en ligne sur Gallica).
- Traité philosophique et médical sur la surdi-mutité. (1550-1552, 2 volumes.)
- Sur la théorie des ondes sonores.
- Sur les maladies de l'oreille externe.
- La Musique employée chez le sourd-muet au développement de l'appareil vocal et de l'audition.
- Plan d'éducation dans une institution de sourds-muets.
- De la possibilité de faire percevoir le son au sourd-muet incurable.
- De l'éducation pratique des sourds-muets.
- De l'éducation pratique des aveugles.